# Eric Scott (acteur)
Pour les articles homonymes, voir Scott et Eric Scott.
Eric Scott est un acteur américain né le 20 octobre 1958 à Los Angeles, Californie (États-Unis).

## Filmographie
- 1971 : The Homecoming: A Christmas Story (TV) : Ben
- 1974 : The F.B.I. Story: The FBI Versus Alvin Karpis, Public Enemy Number One (TV) : Bert
- 1979 : Which Mother Is Mine? (TV) : Eric
- 1981 : The Loch Ness Horror : Brad
- 1982 : A Wedding on Walton's Mountain (TV) : Ben Walton
- 1982 : Mother's Day on Waltons Mountain (TV) : Ben Walton
- 1982 : A Day for Thanks on Walton's Mountain (TV) : Ben Walton
- 1993 : A Walton Thanksgiving Reunion (TV) : Ben
- 1995 : A Walton Wedding (TV) : Ben
- 1997 : A Walton Easter (TV) : Ben Walton
- 1997 : Defying Gravity : Steinman
- 2001 : Never Again : Arthur